# Reglas monásticas
Reglas monásticas son  reglas por las que se rigen las órdenes monásticas (lo monástico hace referencia al monacato, la condición de los monjes y sus monasterios históricamente fundados en el desierto, en entornos alejados del mundo); pero también otras órdenes religiosas como las órdenes conventuales u órdenes mendicantes (las de los frailes y sus conventos, históricamente fundados en entornos urbanos, con mayor o menor grado de clausura), y en general se utilizan en la denominada vida consagrada y en las instituciones del clero regular. Las reglas más difundidas son: 
- Regla de San Agustín (también denominada regla agustiniana o regla agustina), de San Agustín (siglo IV-V). Utilizada por la Orden de San Agustín y muchas otras, como las órdenes militares.
- Regla de san Basilio (siglo IV).
- Regla de San Benito (regla benedictina), de San Benito de Nursia (siglo VI). Utilizada por la Orden de San Benito (cluniacenses, cistercienses, etc.).[1]
- Consuetudines Cartusiae (regla cartujana o regla de los cartujos) (1127), la regla de 80 capítulos que fue escrita para la Orden de los Cartujos.
- Regla de san Francisco (regla franciscana o Regla de los Hermanos Menores), de San Francisco de Asís (1223)[2] utilizada por la Orden Franciscana y otras.

## Votos monásticos
Un aspecto esencial de las reglas son los denominados votos monásticos. Los más usuales son la tríada de pobreza, obediencia y castidad; aunque algunas órdenes religiosas añaden algún otro; por ejemplo, en la Compañía de Jesús la obediencia especial al Papa (que fue la razón esgrimida para su disolución según lo previsto en la Constitución de la Segunda República Española de 1931); en otras ocasiones se añadía un voto de silencio. El voto de secreto que tenían los Legionarios de Cristo ha sido objeto de particular polémica.

## Lemas
Resumir las reglas en lemas produce expresiones lapidarias, como el Ora et labora, de forma completa Ora et labora, Deus adest sine mora ("reza y trabaja, Dios ayuda sin demora") de San Benito; o el Sit vobis anima una et cor unum in Deum ("Sed un alma y un corazón en Dios") de San Agustín (además de otros lemas agustinianos de distinta índole -Ama, et quod vis fac o, más propiamente, Dilige, et quod vis fac, "ama y haz lo que quieras" o "creer para entender", o "la mayor caridad es la verdad"- que caracterizan la espiritualidad agustiniana).